# エストニア・ソビエト社会主義共和国の国章
エストニア・ソビエト社会主義共和国の国章は、1940年8月にソ連がエストニアを占領・併合した後、スターリニストが採用したものである。国章は、太陽光線によって強調された日の出をアクセントに、共産主義の勝利と「世界社会主義国家共同体」を表す鎌と槌、共産主義への加盟を表す赤い星が描かれている。国章は、主に赤、黄、緑の3色で構成されている。
下部には、エストニア語で「Eesti NSV（Eesti Nõukogude Sotsialistlik Vabariik、エストニア・ソビエト社会主義共和国の意）」と書かれている。右側はライムギの茎が、左側は針葉樹の枝が弧を描いていて紋章の中心を囲んでいる。
旗には、ソ連の標語である「万国の労働者よ、団結せよ！」が、エストニア語（Kõigi maade proletaarlased, ühinege！）とロシア語（Proletarii of all countries, соединяйтесь！）で書かれている。
エストニアでは、1990年にソ連の紋章の公式使用を中止し、ソ連支配下で掲示が禁止されていた独立国家エストニアの国章とその他の国の紋章に戻した。